# Gnathoclita vorax
Gnathoclita vorax är en insektsart som först beskrevs av Stoll, C. 1813.  Gnathoclita vorax ingår i släktet Gnathoclita och familjen vårtbitare. Inga underarter finns listade i Catalogue of Life.